# Dzeržinski rajon Kaluške oblasti
Dzeržinski rajon (ruski:Дзержинский район) je rajon, upravna jedinica u središnjem dijelu Kaluške oblasti u Rusiji.
Upravno je sjedište grad Kondrovo.
Po stanju od ožujka 2007., čelnik mu je Mihail Pavlovič Loktev.

## Zemljopis
Površine je 1290 km četvornih.

## Stanovništvo
U rajonu živi 60,3 tisuće ljudi, a od tog broja u gradskog je stanovništva 43 tisuće. Ukupno je 156 naselja u Dzeržinskom rajonu.

## Vanjske poveznice
- Opći podatci, gospodarstvo